# Saison 1910-1911 des Sénateurs d'Ottawa
Autres saisons
Saison précédente Saison suivante
La saison 1910-1911 de hockey sur glace est la vingt-sixième à laquelle participent les Sénateurs d'Ottawa.

## Classement
|                           | PJ | V  | D  | DP | BP  | BC  |
| ------------------------- | -- | -- | -- | -- | --- | --- |
| Sénateurs d'Ottawa        | 16 | 13 | 3  | 0  | 122 | 69  |
| Canadiens de Montréal     | 16 | 8  | 8  | 0  | 66  | 62  |
| Creamery Kings de Renfrew | 16 | 8  | 8  | 0  | 91  | 101 |
| Wanderers de Montréal     | 16 | 7  | 9  | 0  | 73  | 88  |
| Bulldogs de Québec        | 16 | 4  | 12 | 0  | 65  | 97  |

## Meilleurs marqueurs
| Nom           | PJ | B  |
| ------------- | -- | -- |
| Marty Walsh   | 16 | 37 |
| Albert Kerr   | 16 | 32 |
| Bruce Ridpath | 16 | 22 |
| Jack Darragh  | 16 | 18 |

## Saison régulière

### Décembre
| No | Date        | Visiteur           | Score | Domicile              | Fiche |
| -- | ----------- | ------------------ | ----- | --------------------- | ----- |
| 1  | 31 décembre | Sénateurs d'Ottawa | 5-3   | Canadiens de Montréal | 1-0-0 |

### Janvier
| No | Date       | Visiteur                  | Score | Domicile                  | Fiche |
| -- | ---------- | ------------------------- | ----- | ------------------------- | ----- |
| 2  | 7 janvier  | Wanderers de Montréal     | 5-10  | Sénateurs d'Ottawa        | 2-0-0 |
| 3  | 10 janvier | Sénateurs d'Ottawa        | 5-4   | Creamery Kings de Renfrew | 3-0-0 |
| 4  | 14 janvier | Bulldogs de Québec        | 5-13  | Sénateurs d'Ottawa        | 4-0-0 |
| 5  | 21 janvier | Canadiens de Montréal     | 4-5   | Sénateurs d'Ottawa        | 5-0-0 |
| 6  | 24 janvier | Creamery Kings de Renfrew | 5-19  | Sénateurs d'Ottawa        | 6-0-0 |
| 7  | 28 janvier | Sénateurs d'Ottawa        | 8-2   | Wanderers de Montréal     | 7-0-0 |

### Février
| No | Date       | Visiteur              | Score | Domicile                  | Fiche  |
| -- | ---------- | --------------------- | ----- | ------------------------- | ------ |
| 8  | 4 février  | Sénateurs d'Ottawa    | 6-4   | Bulldogs de Québec        | 8-0-0  |
| 9  | 11 février | Wanderers de Montréal | 4-9   | Sénateurs d'Ottawa        | 9-0-0  |
| 10 | 18 février | Sénateurs d'Ottawa    | 7-2   | Bulldogs de Québec        | 10-0-0 |
| 11 | 24 février | Sénateurs d'Ottawa    | 7-8   | Creamery Kings de Renfrew | 10-1-0 |
| 12 | 28 février | Bulldogs de Québec    | 2-6   | Sénateurs d'Ottawa        | 11-1-0 |

### Mars
| No | Date    | Visiteur                  | Score | Domicile              | Fiche  |
| -- | ------- | ------------------------- | ----- | --------------------- | ------ |
| 13 | 2 mars  | Sénateurs d'Ottawa        | 7-11  | Wanderers de Montréal | 11-2-0 |
| 14 | 4 mars  | Creamery Kings de Renfrew | 7-6   | Sénateurs d'Ottawa    | 11-3-0 |
| 15 | 8 mars  | Sénateurs d'Ottawa        | 4-3   | Canadiens de Montréal | 12-3-0 |
| 16 | 10 mars | Canadiens de Montréal     | 0-5   | Sénateurs d'Ottawa    | 13-3-0 |

## Gardien de but
- Percy LeSueur

## Défenseur
- Alex Currie

- Hamby Shore

- Fred Lake

## Attaquants
- Jack Darragh

- Bruce Stuart

- Marty Walsh

- Bruce Ridpath

- Albert Kerr

- Horace Gaul